# Seraphim Rose
Seraphim Rose, (San Diego, 13 de agosto de 1934 – Platina, 2 de setembro de 1982) nascido Eugene Dennis Rose, comumente venerado como São Serafim de Platina, foi um hieromonge americano da Igreja Ortodoxa Russa no Exterior, co-fundador do Monastério de São Germano do Alasca, em Platina, na Califórnia e largamente conhecido como um dos responsáveis pelo crescimento do cristianismo ortodoxo no Ocidente no século XX. Além de ter traduzido para o inglês inúmeras obras essenciais, lançou muitos livros autorais, a maioria postumamente publicada. Alguns de seus escritos seriam traduzidos e distribuídos pelo samizdat na União Soviética.
Apesar de não ter sido formalmente glorificado por nenhuma jurisdição canônica ortodoxa, é venerado como santo por devotos de todo o mundo. Seu Monastério, hoje afiliado à Igreja Ortodoxa Sérvia, continua divulgando seu trabalho por sua editora St. Herman Press.

## Vida
Eugene Rose nasceu em uma tradicional família de San Diego, rejeitou a fé no metodismo na qual fora criado em sua juventude, tendo-se interessado na juventude por tradições religiosas do Leste Asiático, em especial o taoísmo. Enquanto estudava diferentes tradições orientais, começou a sentir falta de um Deus pessoal, o que, em seus estudos, acabou levando-o em 1962 à Igreja Ortodoxa Russa no Exterior. Rapidamente chamou a atenção do bispo São João Maximovich, que, no ano seguinte, abençoou a Eugene e a seu novo amigo Gleb Podmoshensky para que começassem uma irmandade de livros ortodoxos, a St. Herman of Alaska Brotherhood, que, em 1965, tornou-se a St. Herman Press.
Em 1968, Rose e Podmoshensky transformaram a irmandade em uma comunidade monástica e tornaram-se monges. Os pais de Rose providenciaram o pagamento do terreno de um cume perto da aldeia de Platina, no Condado de Shasta. Ao ser tonsurado em outubro de 1970, Eugene tomou o nome de Seraphim, em homenagem a São Serafim de Sarov. Padre Seraphim escreveu, traduziu e estudou para o sacerdócio em sua pequena cabine sem eletricidade nem água corrente, na qual passaria o resto de seus dias. Em 1977, foi ordenado hieromonge pelo Bispo Nectário de Seattle, filho espiritual de São Nectário de Optina, o último dos grandes staretsy de Optina.
Em agosto de 1982, após sentir dores agudas por dias, foi relutantemente levado a um centro de tratamento em Redding, onde foi descoberto um trombo bloqueando a irrigação de seus intestinos. Após sua segunda cirurgia, entrou em um coma do qual não mais voltou. Centenas de fiéis visitaram o hospital e praticaram a Divina Liturgia em sua homenagem, enquanto orações lhe eram oferecidas no Monte Atos. Rose faleceu em 2 de setembro de 1982, aos 48 anos. Seu corpo ficou por dias em um caixão em seu monastério. Visitantes alegaram que não teria sofrido o rigor mortis e que teve, por dias, o cheiro de rosas. Muitos relatos de aparições e curas foram feitos ao redor do mundo, atribuídos ao hieromonge, mas, ainda que venerado e tido como santo por muitos ortodoxos, não foi incluído em nenhum calendário eclesial até o momento. No aniversário de sua morte, muitos peregrinos vão ao Monastério visitar seu túmulo.

## Ensinamentos
Uma temática recorrente no ministério de Seraphim foi o ensino da "Ortodoxia do coração", que ele via ausente na vida eclesial dos cristãos ortodoxos dos Estados Unidos. Em meio a conflitos entre modernistas e tradicionalistas, Rose insistia que era possível ser rígido em matéria de fé sem comprometer virtudes cristãs como a misericórdia, a paciência e a piedade.
Em termos doutrinários, foi conhecido por sua forte oposição ao ecumenismo. Vivendo em um tempo de atrito entre o Patriarcado de Moscou e a Igreja Ortodoxa Russa no Exterior, Rose polemizou dentro desta última por afirmar que a Igreja ainda tinha graça dentro da Rússia, não obstante a alegada cooperação desta com o regime comunista.

### Criacionismo vs. Evolucionismo
Rose também entrou no debate entre criacionismo bíblico e evolucionismo. Primeiramente Rose afirmou que a patrística ortodoxa apoiava exclusivamente o ponto de vista criacionista. Essa ideia foi veementemente atacada por outros teólogos ortodoxos, que afirmaram que, embora a existência do homem não seja acidental, não há doutrina oficial da igreja quanto ao processo preciso que Deus usou na criação, nem o período de tempo que ela poderia ter exigido.
Em um segundo momento, em resposta ao artigo de Kalomiros chamado "A Vontade Eterna" (The Christian Activist, Volume 11, outono/inverno de 1997), Rose admitiu que: "deveria ter declarado uma verdade elementar: a ciência moderna, quando lida com fatos científicos, geralmente sabe mais do que os santos Padres, e os santos Padres podem facilmente cometer erros a respeito de fatos científicos; não são os fatos científicos que devemos procurar nos santos Padres, mas a verdadeira teologia e a verdadeira filosofia que é baseada na teologia."